# Opération Tonnerre (roman)
Pour les articles homonymes, voir Opération Tonnerre (homonymie).
Opération Tonnerre (Thunderball) est le neuvième roman d'espionnage de l'écrivain britannique Ian Fleming mettant en scène le personnage de James Bond. Il est publié le 27 mars 1961 au Royaume-Uni et la traduction française parait en 1962. Le roman est au cœur d'un procès en 1961 et 1963 car il est en fait la novélisation d'un scénario de film jamais réalisé, développé conjointement par Ian Fleming, Kevin McClory, Jack Whittingham, Ernest Cuneo (en) et Ivar Bryce. Si Fleming conserve les droits d'auteur sur le roman, McClory obtient les droits d'adaptation audiovisuelle à la suite du second procès.
Le roman est le premier de la « trilogie Blofeld ». L'organisation criminelle SPECTRE dirigée par Ernst Stavro Blofeld a volé deux bombes nucléaires sur un bombardier britannique et menace de les utiliser si 100 millions de livres sterling ne lui sont pas rapidement livrées. L'agent secret britannique James Bond est envoyé aux Bahamas pour retrouver les bombes avec l'aide de son ami Felix Leiter de la CIA. Les deux agents s'intéressent à un groupe d'hommes mené par un certain Emilio Largo.
Le roman est adapté à deux reprises au cinéma : en 1965 sous le titre Opération Tonnerre dans le cadre de la série de films de James Bond d'EON Productions avec Sean Connery dans le rôle de 007, et en 1983 sous le titre Jamais plus jamais par Kevin McClory avec également Sean Connery dans le rôle principal. Le roman est également adapté en comic strip en 1961 et en dramatique radio en 2016.

## Résumé
L'agent secret britannique James Bond du MI6 est en mauvaise condition physique en raison de son style de vie basé sur la consommation excessive d'alcool et de tabac. Son supérieur, M, décide de l'envoyer deux semaines dans la clinique de remise en forme Shrublands située dans le Sussex. Sur place, Bond rencontre le comte Lippe qui s'avère être membre d'une organisation criminelle Tong de Macao. Voulant protéger son identité, ce dernier tente de tuer l'espion en déréglant une machine de traction de la colonne vertébrale. Mais Bond est sauvé juste à temps par l'ostéopathe et s'en sort avec seulement quelques contusions. Il décide de rendre la monnaie de sa pièce au comte Lippe en trafiquant une machine de transpiration, lui causant des brûlures au 2e degré et plusieurs jours d'hospitalisation. Bond est de retour à Londres au meilleur de sa forme.

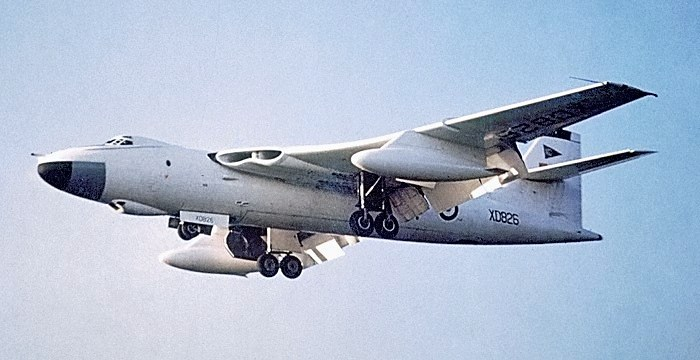
Le Vickers Valiant, l'avion le plus proche du Vindicator.

Le Premier ministre du Royaume-Uni reçoit une lettre d'une organisation criminelle appelée SPECTRE (Service Pour l'Espionnage, le Contre-espionnage, le Terrorisme, les Règlements et l'Extorsion) annonçant avoir détourné un bombardier britannique V bomber et volé les deux bombes nucléaires qu'il transportait. Le SPECTRE menace d'utiliser ces bombes sur des propriétés de l'Ouest si 100 millions de livres sterling ne lui sont pas livrées dans un délai de sept jours. Les Américains et Britanniques lancent l'Opération Tonnerre dont le but est de récupérer les bombes avant la fin du temps imparti. Sur une intuition, M décide d'envoyer Bond aux Bahamas, au grand dam de ce dernier qui se voit éloigner de l'action en Europe.
Le SPECTRE est une organisation criminelle de grande ampleur dirigée par le génie du crime Ernst Stavro Blofeld. Elle est notamment composée de membres de la mafia sicilienne, de la mafia corse, d'anciens membres du SMERSH, de la Gestapo et de la police secrète du maréchal Tito. L'opération de vol des deux bombes est supervisée par Emilio Largo, no 1 du SPECTRE pour l'occasion. Le comte Lippe était chargé de superviser Giuseppe Petacchi, un pilote italien acheté par le SPECTRE, présent comme observateur de l'OTAN dans le cockpit du bombardier. C'est ce dernier qui, après avoir assassiné l'équipage, a pris le contrôle de l'avion et l'a fait amerrir dans les eaux des Bahamas où l'attendaient Largo et ses hommes à bord du navire Disco Volante. Petacchi est tué par les hommes du SPECTRE, tout comme le comte Lippe qui est exécuté pour son comportement puéril avec Bond ayant retardé le plan de quelques jours.
Aux Bahamas, Bond fait équipe avec son ami Felix Leiter, rappelé au service de la CIA au vu des circonstances. À Nassau, ils s'intéressent à un groupe d'hommes mené par Emilio Largo, associés dans une chasse au trésor d'une des épaves de la région. Mais plusieurs détails, comme leur comportement, leur emploi du temps et le Disco Volante, leur mettent la puce à l'oreille. Bond se rapproche de Domino Vitali, la maîtresse de Largo, qui s'avère être la sœur de Giuseppe Petacchi. Finalement, les soupçons des deux agents sont confirmés lorsque Leiter reconnaît l'un des hommes comme un important physicien est-allemand et qu'ils retrouvent le bombardier et son équipage cachés au fond de la mer. Après avoir séduit Domino, Bond lui apprend le meurtre de son frère par Largo. La jeune femme accepte d'embarquer dans le Disco Volante avec un compteur Geiger pour vérifier si les bombes sont à bord. Mais elle est découverte et Largo la torture pour obtenir des informations.
Bond et Leiter alertent leurs supérieurs de leurs découvertes et rejoignent le sous-marin nucléaire américain Manta provisoirement placé sous leurs ordres alors que la date limite se rapproche. Ils prennent en chasse le Disco Volante jusqu'à Grand Bahama. Bond, Leiter et les plongeurs du Manta tombent sur les hommes de Largo et une bataille sous-marine éclate entre les deux équipages. Bond parvient à empêcher Largo de se débarrasser des bombes, preuves de ses méfaits, au terme d'un grand effort. Épuisé, il tente d'échapper à Largo mais ce dernier le rattrape. Alors que Largo étrangle Bond, Domino lui tire un harpon à travers le cou avec un fusil pneumatique. Les bombes sont récupérées et Bond et Domino se reposent ensemble à l'hôpital.

## Personnages
Le roman met en scène l'agent secret britannique James Bond du MI6 face à Emilio Largo, un italien membre de l'organisation criminelle SPECTRE. La James Bond girl est Domino Vitali, la maîtresse de Largo. Plusieurs personnages récurrents de la série littéraire sont présents : M, le directeur du MI6, Bill Tanner, son chef d'État-Major, Miss Moneypenny, sa secrétaire personnelle, Loelia « Lil » Ponsonby, la secrétaire des agents 00, May, la vieille gouvernante écossaise de James Bond, et Felix Leiter, un ami de Bond et ancien agent de la CIA. C'est également la première apparition d'Ernst Stavro Blofeld, fondateur et chef du SPECTRE.

### Principaux
- James Bond (007) : agent secret britannique du MI6 envoyé aux Bahamas pour retrouver les bombes nucléaires volées par le SPECTRE.
- Emilio Largo : agent italien de l'organisation criminelle SPECTRE supervisant le vol des bombes nucléaires, no 1 du SPECTRE pour l'occasion.
- Domino Vitali alias Dominetta Petacchi : jeune maîtresse italienne d'Emilio Largo et sœur du pilote Giuseppe Petacchi.
- Felix Leiter : ancien agent de la CIA rappelé à son service pour prêter main-forte à son ami James Bond aux Bahamas.
- M : directeur du MI6, les services secrets britanniques.
- Ernst Stavro Blofeld : fondateur et chef du SPECTRE, no 2 du SPECTRE pour des raisons de sécurité.

### Secondaires
- Miss Moneypenny : secrétaire personnelle de M.
- Joshua Wain : directeur de la clinique de remise en forme Shrublands.
- Patricia Fearing : ostéopathe de la clinique Shrublands.
- Comte Lippe : membre d'une organisation criminelle Tong de Macao, agent du SPECTRE présent dans la clinique Shrublands.
- Kotze : physicien est-allemand, no 5 du SPECTRE.
- Giuseppe Petacchi : pilote italien et observateur de l'OTAN acheté par le SPECTRE, chargé de détourner le bombardier.
- Loelia « Lil » Ponsonby : secrétaire des agents 00 du MI6.
- May : vieille gouvernante écossaise de James Bond.
- Bill Tanner : chef d'État-Major de M.
- Harling : commissaire de police de Nassau.
- Pitman : chef de l'immigration et des douanes des Bahamas.
- Roddick : gouverneur adjoint des Bahamas
- Santos : agent de la police du port de Nassau.
- Commandant Peter Pedersen : commandant du sous-marin américain Manta.
- Maître Fallon : chef des plongeurs du Manta.
- Dr Stengel : directeur de la clinique de Nassau.

## Lieux
Le roman se déroule principalement aux Bahamas (16 chapitres), alors colonie britannique, dont une bonne partie à Nassau et sur l'île de New Providence (9 chapitres). L'action a également lieu au Royaume-Uni (6 chapitres), entre Londres (3 chapitres) et le Sussex (3 chapitres). L'histoire passe aussi rapidement par Paris en France (2 chapitres).
| Londres Paris Bahamas |

### Bahamas
Le bombardier amerrit près de l'île Grand Bahama, au large de la Floride. Les bombes sont cachées sous la petite île de Dog Island, près de l'archipel d'Andros. Le Disco Volante mouille dans le port de Nassau, la capitale des Bahamas, alors colonie britannique.
Bond passe la majorité de son temps sur l'île de New Providence où se trouve Nassau. Il va à l'aéroport de Nassau, à l'hôtel Royal Bahamian, au Government House, au commissariat de police, au bar Pineaple Room et au casino. En avion, il survole les îles Berry, les îles Bimini, Cat Cays et l'île Grand Bahama.

### Royaume-Uni
James Bond vit dans un appartement situé sur Park Lane à Londres. Il est briefé sur sa mission au siège du MI6 donnant sur Regent's Park. Il séjourne à la clinique Shrublands située à Washington dans le comté du Sussex, dans le sud de l'Angleterre, près de Brighton.

### France
Le siège du SPECTRE est situé au no 136 bis du boulevard Haussmann dans le 8e arrondissement de Paris.

## Écriture et controverses

### D'un scénario de film à un roman
En 1958, un ami de Ian Fleming, Ivar Bryce, forme un partenariat appelé Xanadu Productions (d'après nom de l'une des maisons bahaméenne de Bryce) avec un jeune scénariste et réalisateur irlandais, Kevin McClory, pour produire le film The Boy and the Bridge (en). Alors que la production du film touche à sa fin, Bryce présente Fleming à McClory, et les trois hommes commencent à envisager un nouveau projet : créer un studio de cinéma aux Bahamas et y tourner un film de James Bond.
En 1959, Fleming, Bryce, McClory et Ernest Cuneo (un ami de Bryce et Fleming, qui officie également comme l'avocat de Bryce) se rencontrent dans la maison de Bryce dans l'Essex, puis dans celle de McClory à Londres, pour réfléchir à certains éléments de l'histoire,. Fasciné par le monde sous-marin, McClory veut faire un film qui se déroule dans ce milieu, tout en le situant aux Bahamas,. Au cours des mois suivants, Ernest Cuneo écrit d'abord un intrigue pour le film en mai qui se conclue par une grande bataille sous-marine, conçue autour de la volonté de Kevin McClory de filmer des séquences sous-marines avec des caméras Todd-AO.
Fleming a aimé certaines des idées de l'intrigue de Cuneo, mais pas celle d'utiliser les Russes comme les méchants de l'histoire. Fleming envisage alors dans un mémo la création d'une organisation criminelle appelée SPECTRE :
"My suggestion on (b) is that SPECTRE, short for Special Executive for Terrorism, Revolution and Espionage, is an immensely powerful, privately-owned organization manned by ex-members of Smersh, the Gestapo, the Mafia, and the Black Tong of Peking, which is placing these bombs in N.A.T.O. bases with the objective of then blackmailing the Western powers for £100 million or else".
Fleming écrit ensuite une nouvelle intrigue contenant une bombe atomique volée, Largo, Domino, Leiter, le yacht, le casino, un sous-marin américain et la bataille sous-marine. Cependant, il n'adopte pas l'idée de SPECTRE et décrit les méchants comme des membres de la mafia italo-américaine dans sa première intrigue.
The Boy and the Bridge, qui était l'entrée officielle britannique au Festival du film de Venise de 1959, sort en juillet 1959 : il est mal accueillit et n'obtient de bons résultats au box-office, ; Bryce et Fleming commencent à remettre en doute les capacités de McClory. En octobre 1959, Fleming passant moins de temps sur le projet, McClory introduit le scénariste expérimenté Jack Whittingham au processus d'écriture,. En novembre 1959, Fleming part voyager à travers le monde pour le compte du Sunday Times ; voyage qui sera plus tard à l'origine de son livre non-fictionnel, Les Villes électriques (Thrilling Cities). Pendant ce temps, McClory, Whittingham et Cuneo se rendent aux Bahamas pour un voyage de repérage pour le film et le studio de cinéma.
Whittingham travaille ensuite sur la rédaction d'une intrigue et de scripts entre novembre 1959 et février 1960. Plusieurs titres furent proposés pour le film, notamment James Bond of the Secret Service et Longitude 78 West. Fleming a ensuite proposé de changer le titre en Thunderball, un mot qu'un journaliste avait un jour utilisé pour décrire une explosion d'essai atomique américain et qui était resté gravé dans l'esprit de Fleming depuis.
À la suite de la perte d'argent de Bryce sur le film The Boy and the Bridge, Bryce, Fleming et Cuneo n'étaient plus sûrs de vouloir investir davantage d'argent de Bryce dans un autre film. McClory, pour sa part, voulait continuer le développement du film. Au début de 1960, Fleming a l'intention de livrer le scénario à la Music Corporation of America, avec une recommandation de lui et de Bryce selon laquelle McClory devrait avoir le rôle de producteur. Fleming a également dit à McClory que si MCA rejetait le film en raison de son implication, alors McClory devrait soit réussir à se vendre à MCA, soit se retirer de l'affaire, soit intenter une action en justice,. Il y avait aussi des tensions sur les droits du scénario, et McClory considérait que Bryce et Fleming avaient entravé ses efforts pour trouver un studio pour produire le film (ce qui conduira plus tard McClory à poursuivre Bryce pour rupture de contrat dans le partenariat Xanadu Productions).
Alors que Whittingham achéve un autre script pour le film, Fleming écrit la première ébauche de son roman Opération Tonnerre à Goldeneye de janvier à mars 1960, en se basant sur des idées et scénarios développés par lui-même, Whittingham, McClory, Cuneo et Bryce.
Dans son roman, Fleming a changé les méchants qui étaient toujours la Mafia jusqu'alors, en SPECTRE. Certains auteurs comme Andrew Lycett et John Cork pensent que Fleming est le fondateur de l'organisation, notant le mémo de Fleming de 1959 et l'utilisation par Fleming du mot « spectre » dans ses romans précédents : « Spectreville » dans Les diamants sont éternels ou « spektor » dans Bons Baisers de Russie,. McClory prétend également être l'inventeur de SPECTRE, affirmant qu'un mémorandum sur les armes nucléaires envoyé au président Harry S. Truman lui a donné l'idée (la séquence de pré-générique dans les scripts de Whittingham montrait d’ailleurs Truman en train de lire ce mémorandum).
D'autres changements notables apportés à l'histoire par Fleming dans son roman incluent la création d'Ernst Stravo Blofeld, les scènes à la clinique de santé Shrublands (inspirées du séjour de Fleming en 1955 à la ferme de santé d'Enton Hall et de sa santé déclinante) et le retour de Domino (Whittingham avait changé son nom en Gaby dans ses scripts).

### Procès et obtention des droits cinématographiques par McClory
En mars 1961, McClory lit un exemplaire du roman en avance et lui et Whittingham, dont les contributions à l'histoire n'ont pas été créditées par Fleming dans son roman, ont immédiatement déposé une requête auprès de la Haute Cour de justice de Londres pour obtenir une injonction visant à stopper la publication du roman. L'affaire a été entendue le 24 mars 1961. Au vu du nombre d'exemplaires déjà distribués et des sommes dépensées en publicité par l'éditeur, le juge décide de permettre la publication du roman, mais laisse la porte ouverte à McClory pour continuer son action judiciaire à une date ultérieure.
McClory n'abandonne pas et le 19 novembre 1963, l'affaire opposante McClory à Fleming et Bryce a été entendue à la Haute Cour. L'affaire a duré trois semaines, pendant lesquelles Fleming n'était pas en bonne santé. Voyant la santé de Fleming se dégrader de jour en jour et comprenant que le procès ne tourne pas en sa faveur, Ivar Bryce conseille à Fleming de chercher un accord à l'amiable avec McClory pour mettre fin à cette affaire. Les deux parties trouvent un terrain d'entente : Kevin McClory obtient les droits d'adaptation cinématographiques du roman (et sur tous les intrigues et scripts développés pendant la genèse de celui-ci) ainsi qu'un dédommagement financier, tandis que Ian Fleming conserve les droits littéraires sur le roman avec toutefois l'obligation que les futures éditions comportent la mention « basé sur un scénario de film de K. McClory, J. Whittingham et l'auteur »,. Lors du procès, « Fleming a finalement admis que 'le roman reproduit une partie substantielle du matériel protégé par le droit d'auteur dans les scénarios du film' ; 'que le roman utilise un nombre substantiel d'incidents et de matériel présent dans les scénarios du film' ; et 'qu'il existe une similitude générale entre l'histoire du roman et l'histoire telle qu'elle est présentée dans lesdits scénarios du film'.
Le 12 août 1964, neuf mois après la fin du procès, mais au milieu d'un nouveau procès initié par Whittingham, Fleming subit une nouvelle crise cardiaque et décède à l'âge de 56 ans.
Cette décision de justice permettra à Kevin McClory de prendre part à la réalisation d'Opération Tonnerre par EON Productions en 1965, et de produire son remake Jamais plus jamais en 1983. Jusqu'à son décès, McClory tentera de faire d'autres remakes et même de lancer sa propre franchise, sans succès. En novembre 2013, ses héritiers revendent les droits d'adaptation à Danjaq, société mère d'EON, qui devient ainsi l'unique propriétaire de tous les droits de James Bond à l'écran.

## Publication et réception

### Publication
Thunderball est publié le 27 mars 1961 au Royaume-Uni par l'éditeur Jonathan Cape. La couverture de cette première édition, dessinée par Richard Chopping (en), représente un squelette de main saisissant deux cartes à jouer, un couteau planté entre ses doigts. Le premier tirage se fait à 50 938 exemplaires. Le roman est publié aux États-Unis par Viking Press.
En France, la traduction de Françoise Thirion est publiée en 1962 chez Plon dans la collection Nuit Blanche sous le titre Opération Tonnerre. Une nouvelle traduction d'André Gilliard paraît en 1964 toujours chez Plon. C'est cette version qui est rééditée depuis.
- (en) Thunderball, Londres, Jonathan Cape, 1961, 253 p.
- Opération Tonnerre  (trad. Françoise Thirion), Paris, Plon, coll. « Nuit Blanche » (no 8), 1962, 251 p. (BNF 41646255)
- Opération Tonnerre  (trad. André Gilliard), Paris, Plon, 1964, 309 p. (BNF 33007568)

## Adaptations

### Bande dessinée
Le roman est adapté en bande dessinée en 1961. L'auteur Henry Gammidge (en) et le dessinateur John McLusky (en) créent un comic strip quotidien publié à partir du 11 décembre 1961 dans le tabloïd britannique Daily Express. Mais son propriétaire, Lord Beaverbrook, interrompt la diffusion le 10 février 1962 après que Ian Fleming ait signé un accord avec le journal The Sunday Times pour qu'il puisse publier la nouvelle Bons baisers de Berlin. Les auteurs doivent réaliser en urgence une dernière planche pour conclure abruptement l'histoire. Par la suite, la version syndiquée diffusée dans d'autres journaux voit sa fin remaniée avec l'ajout de douze nouvelle planches. Titan Books (en) réédite le comic strip au Royaume-Uni le 26 novembre 2004 dans l'album anthologique Goldfinger regroupant également les aventures Goldfinger, Risico, Bons baisers de Paris et Top secret.

### Cinéma
Une première adaptation cinématographique est produite en 1965 par EON Productions en tant que quatrième opus de sa série de films de James Bond. Les producteurs Albert R. Broccoli et Harry Saltzman doivent cependant s'associer avec Kevin McClory qui a récupéré les droits d'adaptation du roman afin de l'empêcher de réaliser sa propre version. Le film Opération Tonnerre est réalisé par Terence Young et met en scène Sean Connery dans le rôle de 007, aux côtés d'Adolfo Celi en Emilio Largo et Claudine Auger en Domino. Le film est plutôt fidèle au roman, ne changeant que peu d'éléments. McClory possédants également les droits cinématographiques sur les scénarios développés durant genèse du roman, certains éléments présents dans ceux-ci (mais absents du roman) ont été inclus dans le film.
Une seconde adaptation est produite par Kevin McClory en 1983. Conformément à son accord avec Broccoli et Saltzman en 1965, il a attendu au moins 10 ans avant de lancer une nouvelle adaptation du roman. Le film Jamais plus jamais est réalisé par Irvin Kershner et met en scène Sean Connery de retour dans la peau de James Bond, aux côtés de Klaus Maria Brandauer en Maximilian Largo et Kim Basinger en Domino.
Des années 1980 aux années 2000, McClory annonce à plusieurs reprises son intention de faire d'autres films de James Bond basés sur Opération Tonnerre, seule histoire dont il ait les droits. Intitulés James Bond of the Secret Service, Warhead, Atomic Warhead, Warhead 2000 A.D., ces projets ne se sont finalement jamais concrétisés, faute de financements et d'incertitudes juridiques.

### Radio
Le roman est adapté en un dramatique radio diffusé le 10 décembre 2016 sur la radio britannique BBC Radio 4. C'est la sixième dramatisation d'une aventure de James Bond par le duo de réalisateur et producteur Martin Jarvis et Rosalind Ayres. Le programme écrit par Archie Scottney met notamment en scène Toby Stephens — le méchant du film Meurs un autre jour — dans le rôle de James Bond,.